# Peter Van Gucht

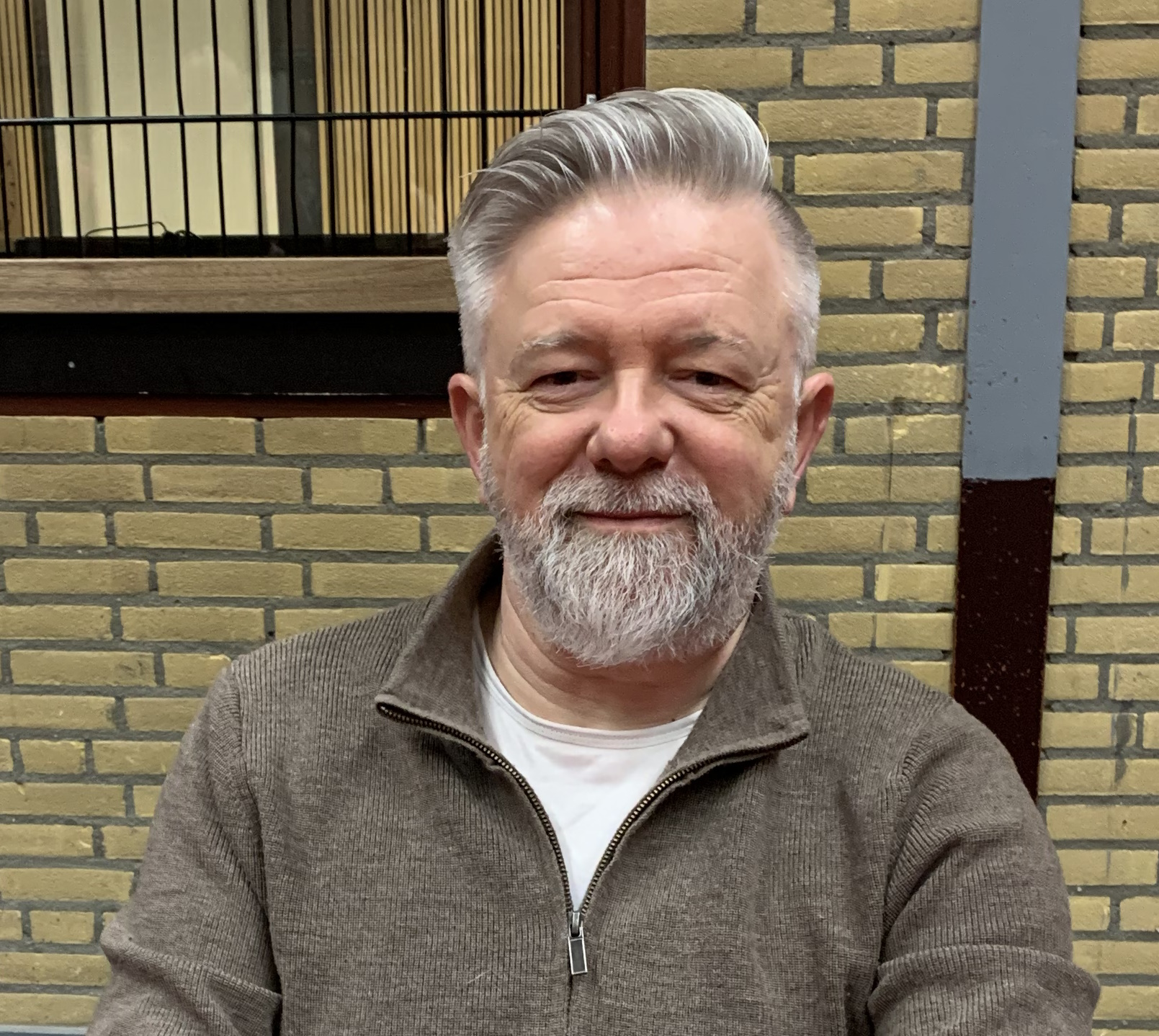
Peter Van Gucht (2023)

Peter Van Gucht  (Ekeren, 19 juni 1963) is een Vlaams stripauteur, acteur en stemacteur.
Hij heeft sinds februari 2005 de leiding over het scenarioteam van Suske en Wiske, sinds 2022 van Galaxa en sinds 2023 van De Rode Ridder.

## Biografie
Van Gucht volgde de opleiding Animatiefilm in het HRITCS te Brussel.

### Stemacteur
Hij heeft vele reclamespots ingesproken. Hiernaast is hij ook stemacteur in vele tekenfilms, zoals Disneys Dinosaur, Atlantis: De Verzonken Stad, Ice Age (overgekocht door Disney), Finding Nemo, Brother Bear en Alice in Wonderland. Van Gucht doet in de Nederlandse en Vlaamse versie van Toy Story 3 en Toy Story 4 de stem van Hamm. Ook was hij Hamm in de Pixar-shorts Partysaurus Rex, Hawaiian Vacation, Small Fry, Forky Asks a Question en in de Disney Infinity-videospellen. Van 2015 tot 2016 was hij de stem van Harlekijn in de animatieserie Glitter Force in de Vlaamse dub. Van Gucht sprak ook de stem in van Kamek voor de Vlaamse nasynchronisatie van de bioscoopfilm The Super Mario Bros. Movie uit 2023.

### Acteur
In 2005 speelde hij mee in de serie 16+ op Eén. Hij speelde ook vele keren mee in de televisieserie Spoed, waar hij veel de brandweercommandant (Willy) speelde, dit tot en met de aflevering Brand in de Studio, deel 2 (S4E40). Hij speelde ook in de aflevering van Geurhinder (S04E23) en Gas 1 (S04E08) en Gas 2 (S04E09) telkens de rol van brandweercommandant.
Van Gucht speelde in 2013, 2014 en 2015 mee in Familie als inspecteur Derijcke. Het personage dook elk jaar slechts sporadisch op. In 2018 dook Van Gucht opnieuw op in Familie, dit keer als wijkagent Andy Vereecken.

### Scenarioschrijver
Sinds begin 2003 werkt hij bij Studio Vandersteen. Voor het weekblad Suske en Wiske bedacht en schreef hij de series Rafke de Raaf en Zwik & Zwak. Tevens bedacht hij grappen voor Marc Legendres Biebel.

#### Suske en Wiske
Op 25 februari 2005 werd via een persbericht duidelijk dat Marc Verhaegen niet langer de tekenaar van Suske en Wiske was en dat de strip in handen kwam van een tekenteam en een scenarioteam. Het tekenteam kwam onder leiding van Luc Morjaeu en het scenarioteam onder leiding van Peter Van Gucht, met Bruno De Roover.
Hij had al eerder ervaring opgedaan met Suske en Wiske, want hij was de schrijver van enkele korte verhalen, zoals De koppige kluizenaar, De guitige gast en De razende rentmeester. Bovendien had hij al onder leiding van Marc Verhaegen één regulier verhaal geschreven: De flierende fluiter.

#### Galaxa
Toen de Standaard Uitgeverij wou starten met Galaxa, een spin-off-reeks van hun succesvolle reeks De Rode Ridder, kwam men snel uit bij Peter Van Gucht. Hij had immers reeds het scenario voorzien van twee populaire Rode Ridder-albums (nummers 248 & 249).
Peter is sinds 2022 actief als scenarist van Galaxa en vormt een team met tekenaar Romano Molenaar.

#### De Rode Ridder
Peter Van Gucht nam als scenarist de hoofdreeks van De Rode Ridder over vanaf album #278 (2023).
Zijn voorganger, Marc Legendre stopte als scenarioschrijver van De Rode Ridder toen hij zich niet kon vinden in de wens van de Standaard Uitgeverij om meer fantasy te presenteren in de reeks.
Peter Van Gucht, als scenarist van Galaxa en grote fan van de Rode Ridder, was al snel gevonden als de ideale opvolger. Fabio Bono is de tekenaar van dienst.
- Gemeinsame Normdatei: 1150879696
- International Standard Name Identifier: 0000 0003 6899 6011
- Library of Congress Control Number: no2019076174
- Nederlandse Thesaurus van Auteursnamen: 285546910
- Système universitaire de documentation: 169796817
- Virtual International Authority File: 291209487